# Toskana-Fraktion
Toskana-Fraktion ist ein Schlagwort der politischen Kultur in Deutschland und Österreich. Es wird vor allem in der Presse häufig auf eine Gruppe Politiker und Intellektueller der Sozialdemokraten des politischen Spektrums angewandt, die ihren Urlaub vorzugsweise in der Toskana verbringen.
Die Toskana-Fraktion stellt dabei keine Seilschaft im eigentlichen Sinne dar (wie etwa der konservative Andenpakt). Der meist abwertend gebrauchte Begriff ist vielmehr auf eine den Toskana-Fraktionären angeblich gemeinsame hedonistische Haltung gemünzt: Die einstmaligen Rebellen der 68er-Bewegung seien demnach, ermattet vom „Marsch durch die Institutionen“, im Alter zu durchaus bürgerlichen Genussmenschen geworden, was sich in ihrer Vorliebe für italienische Gaumenfreuden, Ferienhäuser und Wohnsitze zeige. Häufig schwingt in der Verwendung des Begriffs der Vorwurf der Faulheit und Selbstgefälligkeit mit. Von diesem Zusammenhang ausgehend bedienen sich Ethnologen bei der Charakterisierung von Ferienhausbesitzern in Mittelitalien ebenfalls dieses Begriffes.
Der Ursprung des Begriffs ist unklar. Er kam in den frühen 1990er Jahren auf und wurde insbesondere zur Kritik an der sogenannten „Enkelgeneration“ der SPD genutzt; als möglicher Erfinder wird Klaus von Dohnanyi genannt.
Der Toskana-Fraktion wurden und werden von der Presse üblicherweise folgende Politiker zugeordnet:
- Björn Engholm (SPD; war nur einmal in der Toskana)[7][8]
- Otto Schily (SPD, vormals Grüne; besitzt seit 1989 ein Landgut bei Siena)[9]
- Peter Glotz (1939–2005; SPD; verbrachte seine Ferien meist in Castiglion Fiorentino)[9]
- Gerhard Schröder (SPD; wurde erstmals 2003 gesichtet)[10]
- Oskar Lafontaine (Die Linke, vormals SPD; urlaubt bevorzugt in Capannori bei Lucca)[7]
- Joschka Fischer (Grüne)[9]
- Claudia Roth (Grüne)[7]
- Jürgen Trittin (Grüne)[7]
- Michael Häupl (ehem. Bürgermeister von Wien, SPÖ)[11]
- Alfred Gusenbauer (ehem. österreichischer Bundeskanzler, SPÖ)[12]

## Analoge Begriffe
Das Schweizer Pendant zur Toskana-Fraktion sind die „Cüpli-Sozialisten“, zu denen beispielsweise der ehemalige Bundesrat Moritz Leuenberger oder der Berner Stadtpräsident Alexander Tschäppät gezählt werden (Cüpli = ein Glas Champagner).
Analog verwendet werden im englischsprachigen Bereich champagne socialist („Champagnersozialist“) und in Frankreich gauche caviar („Kaviarlinke“). Bisweilen wird eine Person, die sich für die Theorien des Bolschewismus begeistert, sie aber in der Praxis nur dann vertritt, wenn sie dadurch nicht auf persönliche Vorteile verzichten muss, ironisch als „Salonbolschewist“ bezeichnet.
Im englischsprachigen Raum prägte Tom Wolfe in seinem Essay Radical Chic: That Party at Lenny's (deutsche Übersetzung: Radical Chic und Mau-Mau bei der Wohlfahrtsbehörde) den Begriff der „radical chic“. Anlass für Wolfes Essay war das Verhalten des Komponisten Leonard Bernstein, der auf einer von ihm veranstalteten Luxusparty Geld für die Black Panther Party sammeln ließ.